# Nothobranchius guentheri
Nothobranchius guentheri là một loài cá thuộc họ Aplocheilidae. Nó là loài cá đặc hữu của Tanzania. Môi trường sống tự nhiên của chúng là sông có nước theo mùa và đầm lầy có nước ngọt. Loài cá này có thức ăn chính là ấu trùng muỗi. Các nhà khoa học tin rằng, nếu họ nhân giống loài này đến nhiều các vùng khác của Châu Phi thì sẽ giảm được số bệnh nhân nhiễm sốt rét. (Vì loài này sẽ làm giảm số lượng ấu trùng muỗi). Loài cá này cũng giúp cung cấp thức ăn cho người châu Phi bản địa.